# Kim Manners
Kim Manners (13 de janeiro de 1951 – Los Angeles, 25 de janeiro de 2009) foi um diretor,  produtor de televisão e ator estadunidense, mais conhecido por seu trabalho em séries como Arquivo X e Sobrenatural.

## Biografia
Participou de Sobrenatural desde seu princípio, em 2005, até o início da 4.ª temporada, quando interrompeu a atividade por causa do tratamento contra câncer. Sua morte foi consequência da doença. Foram feitas dedicatórias a ele nas séries Sobrenatural e Breaking Bad.
Kim recebeu homenagem no episódio 15 da quarta temporada de Supernatural, onde o episódio falava dos ceifadores, e no final fotos de Kim com o elenco, juntamente com uma dedicatória dizendo: "We dedicate the entire season to Kim Manners. We miss you, Kim!" (Nós dedicamos toda essa temporada a Kim Manners. Sentimos sua falta, Kim!)
Kim também recebeu homenagem no final do 5º episódio da 2.ª temporada de Breaking Bad, a homenagem dizia: "Dedicated to our friend Kim Manners" (Dedicado ao nosso amigo Kim Manners). "A família Supernatural perde um amigo, mas tenho certeza de que ele gostaria que o show continuasse e nós aqui de Supernatural continuaremos apostando com muito carinho na série que ele aprendeu a amar" - diz: Família supernatural Is Life
O episódio "Mulder and Scully Meet the Were-Monster", da temporada 2016 de Arquivo X, originalmente exibido no dia 1 de Fevereiro de 2016 (USA) homenageou Manners em uma cena em que o agente Fox Mulder (David Duchovny) se senta encostando-se no túmulo de Manners. No túmulo está escrita as datas reais do nascimento e morte de Manners, com a frase "Let's Kick it in the Ass", frase muito usada por ele.